# Eledoneblæksprutte
Eledoneblæksprutten (Eledone cirrhosa) er en mellemstor, bundlevende blæksprutte. Den findes i det nordøstlige atlanten, fra Norge, Island og Færøerne til Middelhavet, inklusiv de danske farvande hvor det er den mest almindelige art af ottearmet blæksprutte. Den er almindelig på 5 til 200 meters dybde i Nordsøen, men den kan forekommer på dybere vand og ses også ofte i Kattegat.
Eledoneblæksprutten er spiselig, og der fiskes efter den i nogle regioner, bl.a. i Middelhavet, men generelt ikke i Skandinavien.

## Beskrivelse
Arten har en totallængde på op til ca. 50 cm (inklusiv arme). I sydeuropæiske farvande kan den veje op til 1 kg, mens den kan veje op til det dobbelte i nordeuropæiske farvande. Et typisk individ er, når armene er foldet ind, kun en smule større end en knyttet menneskehånd. Kroppen er ægformet, og hovedet er smallere end kroppen. De otte arme er omtrent af samme længde og dobbelt så lange som kroppen. Hver arm, som ofte holdes oprullet, har én række af sugekopper på undersiden, der dog kan være i et forskudt zik-zak mønster, så det delvist kan se ud som om, der er to rækker (den almindelige ottearmede blæksprutte Octopus vulgaris har to rækker sugekopper –med hvert par placeret ved siden af hinanden– på undersiden af hver arm). På oversiden af kroppen findes små og store vorter. Over hvert øje findes en vorteagtig tynd tråd.

## Levevis
Eledoneblæksprutten bliver typisk op til tre år gammel. Eledoneblækspruttens føde består af krebsdyr som krabber og rejer, og den kan også tage hummere og døde dyr. Den kan selv blive bytte for torsk og havtaske, der finder føde ved havbunden som blæksprutten selv.